# Xixiposaurus
Xixiposaurus suni
Genre
Espèce
Xixiposaurus est un genre éteint de dinosaures sauropodomorphes de la famille des  Plateosauridae. Il a vécu en Chine, où il a été découvert dans le Yunnan, sédimenté dans la partie inférieure de la formation géologique de Lufeng, datée du Jurassique inférieur (Hettangien et Pliensbachien), soit il y a environ entre 201,4 à 184,2 millions d'années.

## Étymologie
Le nom de genre Xixiposaurus est composé du nom du village Xixipo près duquel le fossile a été retrouvé, associé au grec ancien « saûros » qui signifie « lézard » pour donner « lézard de Xixipo ». Le nom d'espèce suni honore le professeur chinois Sun Ge de l’Université de Jilin. 

## Description
L'holotype, référencé ZL J0108, comprend un crâne partiel, huit vertèbres cervicales, douze dorsales et cinq caudales, l'ilium droit, le pubis et l'ischium, les os des deux bras et la patte gauche sans son pied.
La longueur de ce dinosaure herbivore est estimée à 4 mètres et sa masse à 200 kg.